# Isturgia rablensis
Isturgia rablensis là một loài bướm đêm trong họ Geometridae.